# Charles L. Freeman
Charles L. Freeman  (* 21. August 1908 in Kalifornien; † 10. April 2001 in Sherman Oaks, Kalifornien) war ein US-amerikanischer Filmeditor und  Spezialeffektkünstler, der 1949 mit einem Oscar in der Kategorie „Beste Spezialeffekte“ für den Fantasyfilm Jenny ausgezeichnet wurde.

## Leben
Freemans machte erstmals mit dem Kriegsfilm Als du Abschied nahmst von 1944 mit Claudette Colbert, Jennifer Jones, Joseph Cotten und Shirley Temple auf sich aufmerksam, bei dem er für den Tonschnitt zuständig war. Daran schloss sich der Western Duell in der Sonne  (1946) von King Vidor an, in dem wiederum Jones und Cotten Hauptrollen spielten.  
Seine Mitwirkung an seinem nächsten Film, der Fantasy-Romanze Jenny von William Dieterle, erneut mit Jennifer Jones und Joseph Cotten, brachte Freeman einen Oscar in der Kategorie „Beste Spezialeffekte“ ein. Die Auszeichnung ging außerdem an seine Kollegen Paul Eagler, J. McMillan Johnson, Clarence Slifer, Russell Shearman und James G. Stewart.
In den folgenden Jahren wandte sich Freeman, nun als Filmeditor tätig,  verstärkt Fernsehserien und Fernsehfilmen zu, so unter anderem auch der Dramaserie Telephone Time sowie der Krimiserie Gnadenlose Stadt, für die er 1962 mit einem Primetime Emmy für seine hervorragende Arbeit im Bereich Schnittmontage ausgezeichnet wurde und im folgenden Jahr eine Emmy-Nominierung erhielt. 
Die mit drei Golden Globes preisgekrönte Dramaserie Peyton Place nahm mit 80 Folgen, an denen Freeman innerhalb des Zeitraums 1965 bis 1969 beteiligt war, einen nicht unerheblichen Platz in seinem Schaffen ein. Das Action-Kriegsdrama Fireball Forward von 1972, das einen Primetime Emmy gewann, zählt ebenfalls zu Freemans Arbeiten. Seine letzte Arbeit leistete er für den Fernsehfilm Gefährlicher Ruf mit Peter Graves und Diana Muldaur.

## Filmografie
als Filmeditor, wenn nicht anders angegeben
- 1944: Als du Abschied nahmst (Since You Went Away) – Tonschnitt
- 1946: Duell in der Sonne (Duel in the Sun) – Spezialeffekte und Tonschnitt
- 1948: Jenny (Portrait of Jennie) – Tonschnitt
- 1954, 1955: Passport to Danger (Fernsehserie, 3 Folgen)
- 1955: SOS! Flieger nach vorn! (Battle Taxi)
- 1956–1958: Telephone Time (Fernsehserie, 33 Folgen)
- 1957: Fight for the Title (Kurzfilm)
- 1958: The Rough Rider – Strand of Wire (Fernsehserie)
- 1958–1959: Mackenzie’s Raiders (Fernsehserie, 8 Folgen)
- 1959: Gefährliche Experimente – Sphere of No Return (Fernsehserie)
- 1960–1963: Gnadenlose Stadt (Naked City; Fernsehserie, 57 Folgen)
- 1963: Sprengkommando Ledernacken (Operation Bikini) – technische Beratung
- 1965–1969: Peyton Place (Fernsehserie, 80 Folgen)
- 1969–1970: Lancer (Westernserie, 8 Folgen)
- 1972: Fireball Forward (Fernsehfilm)
- 1972: Hawaii Fünf-Null (Hawaii Five-0, Fernsehserie, 4 Folgen)
- 1973: Gefährlicher Ruf (Fernsehfilm)

## Auszeichnungen
- Oscarverleihung 1949: Ausgezeichnet mit dem Oscar für Jenny
zusammen mit James G. Stewart und Russell Shearman (akustische Effekte) sowie Paul Eagler, J. McMillan Johnson und Clarence Slifer (visuelle Effekte)

Primetime Emmy Awards
- 1962: Gewinner des Emmy „für hervorragende Leistungen in der Schnittmontage“ für Naked City (1958)
zusammen mit Hugh Chaloupka, Aaron Nibley, Harry Coswick und Jack Gleason
- 1963: Nominiert für den Emmy für Naked City
zusammen mit Hugh Chaloupka und Aaron Nibley